# Avella neocaledonica
Avella neocaledonica är en spindelart som beskrevs av Simon 1889. Avella neocaledonica ingår i släktet Avella och familjen Deinopidae.
Artens utbredningsområde är Nya Kaledonien. Inga underarter finns listade.